# 旌善アリラン列車
旌善アリラン列車（チョンソンアリランれっしゃ、朝: 정선아리랑열차）、別名A-trainは、韓国鉄道公社（KORAIL）が運行する観光列車である。

## 概要
2015年1月22日に運行を開始した。この列車は、江原道を横切る列車で当初、鉄道クルーズのヘラン号に改造されたが、残りの2003年以降に製造されたムグンファ号4両、発電車1両、機関車1両の合計6両を改造した。編成総座席は200席で、この列車の名称であるA-trainのAはArirang、Ace、Activity、Adventure、Amazingなどの特徴を象徴している。これは白頭大幹峡谷列車に続き二番目であり、長距離列車では、展望ウィンドウが設置されているすべての座席で旌善郡の景色観覧が可能である。

## 運行区間
運行路線は中央線、太白線、咸白線、旌善線。

### 停車駅
清凉里駅 - 原州駅 - 堤川駅 - 寧越駅 - 礼美駅 - ミンドゥンサン駅 - 別於谷駅 - 仙坪駅 - 旌善駅 - 羅田駅 - アウラジ駅

## 沿革
- 2015年1月22日：正式運行が開始される[2]。

## 価格

### ナドゥリパス
2日券および3日券を発券し、自由席は2日券は50,000ウォン、3日券は70,000ウォンだが、座席指定券は2日券70,000ウォン、3日券は100,000ウォンである。ナドゥリパスを購入すると、この列車だけでなく、一般列車セマウル号はもちろん、ムグンファ号特室までの座席を指定して乗車可能である。ただし、列車の座席が完売していた場合には、パスを持って立ち乗り席で搭乗可能であり、乗務員にパスを示せば自由席で案内を受けることができる。

### その他
パス以外にも、通常の列車のように乗車区間を決めて発券し乗降することができる。旌善駅〜清凉里駅区間の運賃は27,600ウォンである